# Tombelaine
Ne doit pas être confondu avec Tomblaine.
Tombelaine est un îlot granitique situé dans la baie du Mont-Saint-Michel, sur la rive droite du fleuve côtier de la Sée, à quelques kilomètres au nord du mont Saint-Michel. L'important marnage (plus de 10 mètres) de la baie permet à cet îlot d'être atteint à pied sec par basse mer.

## Légende
Envahie, selon la légende, par la forêt de Scissy, la baie était plus vaste aux temps historiques anciens[réf. nécessaire], et seules trois îles émergeaient : le mont-Dol, situé maintenant à l'intérieur des terres, le mont Tombe (le mont Saint-Michel) et l'îlot de Tombelaine.
Une légende rapporte qu'une prénommée Hélène, fille du roi Hoël fut enlevée par un géant, et fut inhumée sur ce rocher. Le nom de l'îlot serait alors issu d'une corruption de « Tombe Hélène ». Un récit local plus tardif raconte qu'« une jeune fille du nom d'Hélène, n'ayant pu suivre Montgomery, son amant, qui allait avec le duc Guillaume conquérir l'Angleterre, se laissa trépasser là quand elle eut perdu de vue, dans la vapeur de l'océan, le vaisseau qui emportait sa vie ».
Une autre étymologie mythique associe Tombelaine au dieu gaulois Belenos, à savoir tumulus Belenis, le « tumulus de Belenos », dieu gaulois de la guerre, de la lumière et guide des morts, triple fonction reprise par l'archange Michel dans les croyances chrétiennes. Le récit légendaire veut qu'une caverne s'ouvrait alors dans le flanc du rocher. Ce « temple circulaire soutenu par des monolithes bruts était le Neimheidh ou sanctuaire des aïeux », que gardaient neuf prophètesses appelées « Sènes » dont les marins venaient consulter les oracles.
En réalité, il s'agit probablement d'un dérivé de tumba « tertre, butte », rare en toponymie, nom ancien du mont Saint-Michel contigu. La forme d'origine devait être *tumb-ell-ana, avec double suffixation, formation homonyme de Tombelaine, hameau du Mesnil-Mauger (Calvados) ou de Tomblaine, commune de Meurthe-et-Moselle.

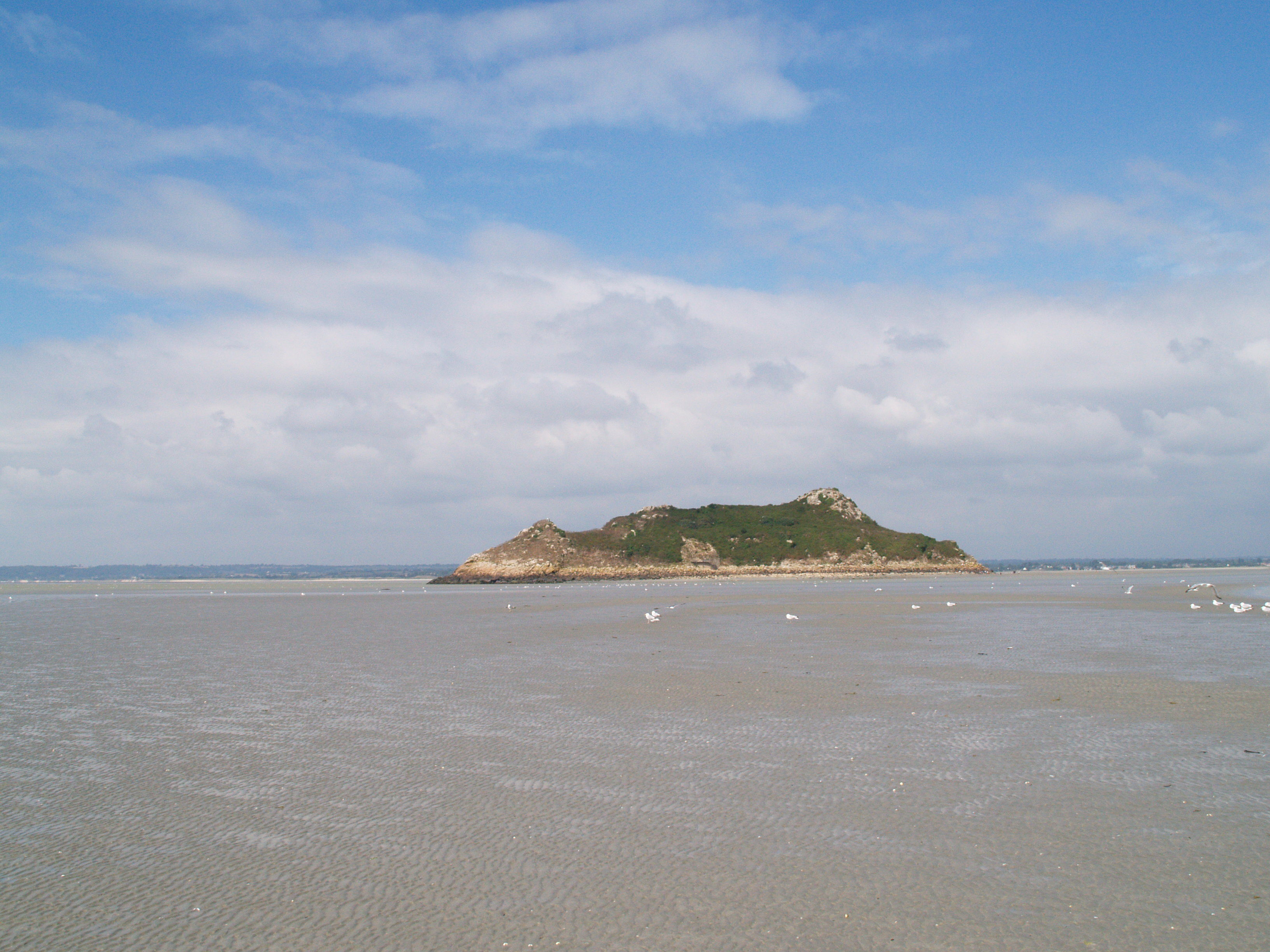
Quelques vestiges archéologiques témoignent encore du passé de l'îlot : tronçons de tours ruinées (bas d'une tour visible au centre), murs de courtine, rampe d'accès (à droite).

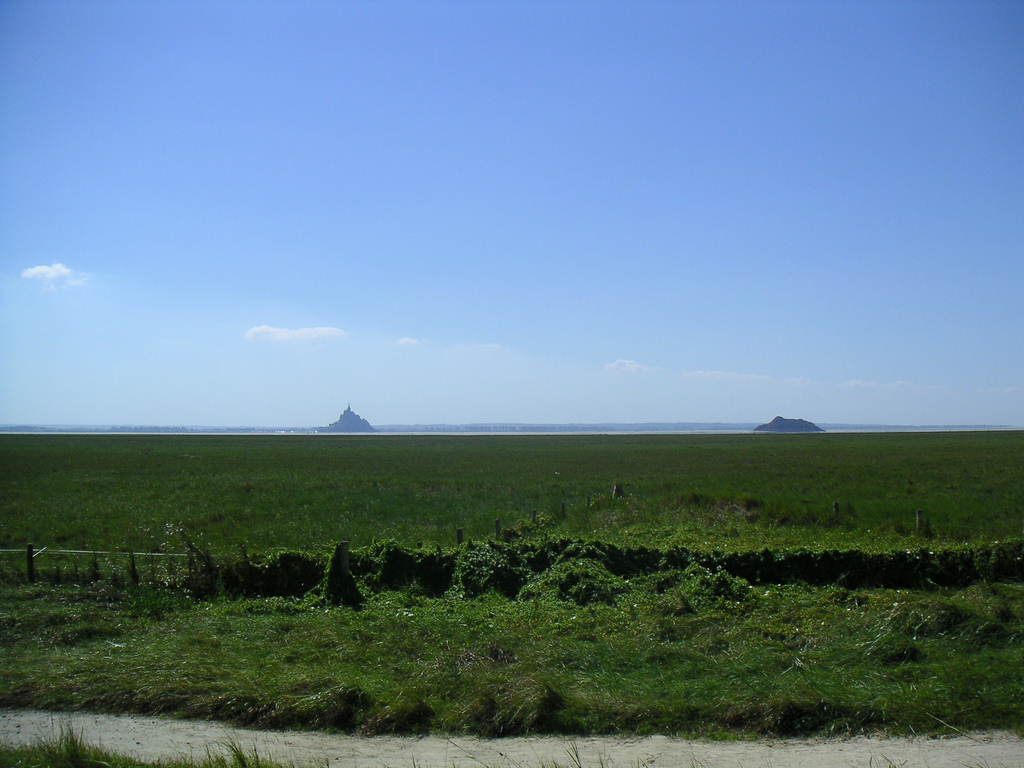
Tombelaine et le mont Saint-Michel vus depuis les prés-salés.

## Histoire
Après la conquête romaine, Tombelaine est peut-être le chef-lieu d'un gouvernement militaire avant de devenir un poste avancé de peuples gaulois armoricain, notamment les Abrincates[réf. nécessaire]. 
Au XIe siècle, trois moines, Anastase, Richard des Fourneaux et Robert de Tombelaine, quittent le site montois pour s'y retirer en ermites, afin de ne pas être soumis au neuvième abbé du Mont Saint-Michel Renouf de Bayeux, accusé de simonie par ses adversaires au sein de la communauté bénédictine.
En 1137, Bernard le Vénérable y fonde un prieuré, et l'îlot devient un lieu de pèlerinage. L'église est dédiée à Notre-Dame de la Gisante ou Notre-Dame de Tombelaine. Les consonances scandinaves des noms locaux attestent le passage et l'implantation des envahisseurs saxons et normands (Les Vikings)[réf. nécessaire].
En 1204, Philippe Auguste érige un fort sur l'îlot.
Lors de la guerre de Cent Ans, après les désastres de Crécy en 1346 et de Poitiers en 1356, une garnison anglaise s'implante sur l'îlot de Tombelaine dès 1356, et y construit une bastille, face au Mont-Saint-Michel qui tient tête à l'Anglais.
Durant les guerres de Religion, le comte de Montgomery qui dirige les armées huguenotes, fait du rocher son repaire. Il y aurait battu de la fausse monnaie, et abrité sa maîtresse.
En 1666, le marquis de la Chastrière demande au Roi la destruction de la place forte de Tombelaine, alors que l'îlot est devenu propriété de Nicolas Fouquet. Il pense que la place forte peut être réutilisée par les Anglais en cas de nouveau siège du Mont-Saint-Michel. Les fortifications sont rasées par ordre de Louis XIV.
De 1812 à 1837 il est la possession de Michel Brackmann (1766-1850), garde-suisse de Louis XVI qui a échappé au massacre des Tuileries.

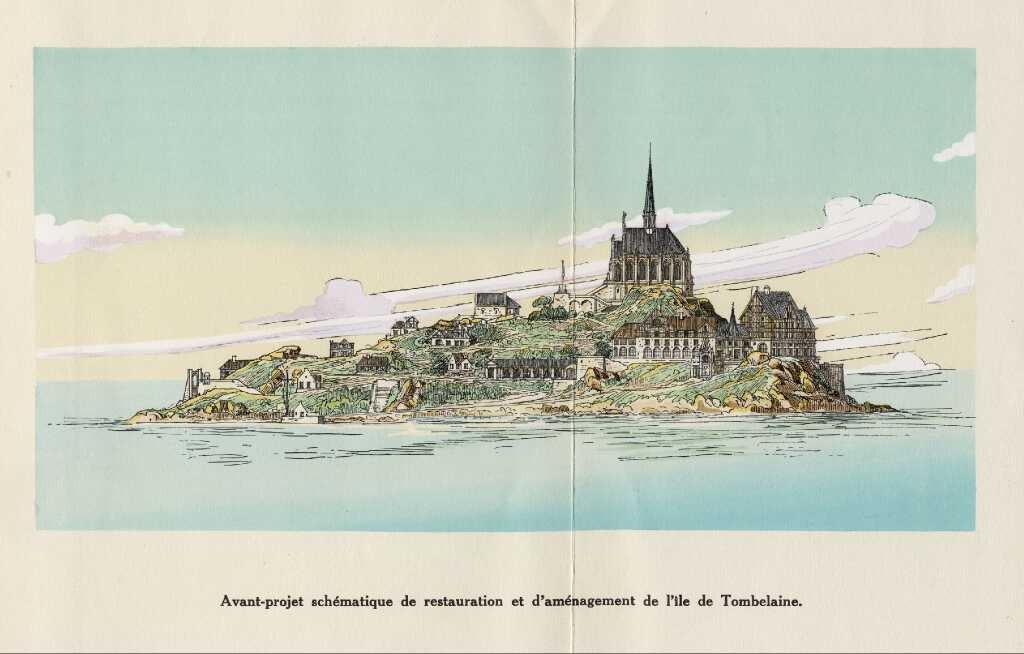
Projet d'aménagement du rocher de Tombelaine.

Alors que la société nommée Groupement national de la baie du mont Saint-Michel désire en faire un lieu de résidence pour touristes, Tombelaine est acheté en 1933 par l'État qui l'intègre à son domaine privé. Il est classé au titre des monuments historiques par un arrêté du 9 octobre 1936. Une réserve de chasse maritime y est créée par un arrêté du 11 juillet 1974. À l'initiative de la municipalité de Genêts, à laquelle l'îlot est rattaché, et du Groupe ornithologique normand (université de Caen), une réserve ornithologique y est créée le 10 octobre 1985. Tombelaine bénéficie de la convention de Ramsar pour la protection des zones humides depuis le 14 octobre 1994, date à laquelle la baie du Mont-Saint-Michel fait partie des sites mondiaux Ramsar, grâce à la valeur de ses zones humides, marais et fleuves côtiers.
Tombelaine se trouve dans le périmètre du Mont-Saint-Michel et sa baie, bien inscrit sur la liste du patrimoine mondial depuis 1979 et l'îlot est affecté le 24 février 2010 au Conservatoire du littoral. « Il constitue l’un des îlots les plus importants du site Natura 2000 « Baie du Mont-Saint-Michel » ».

## Géographie et géologie

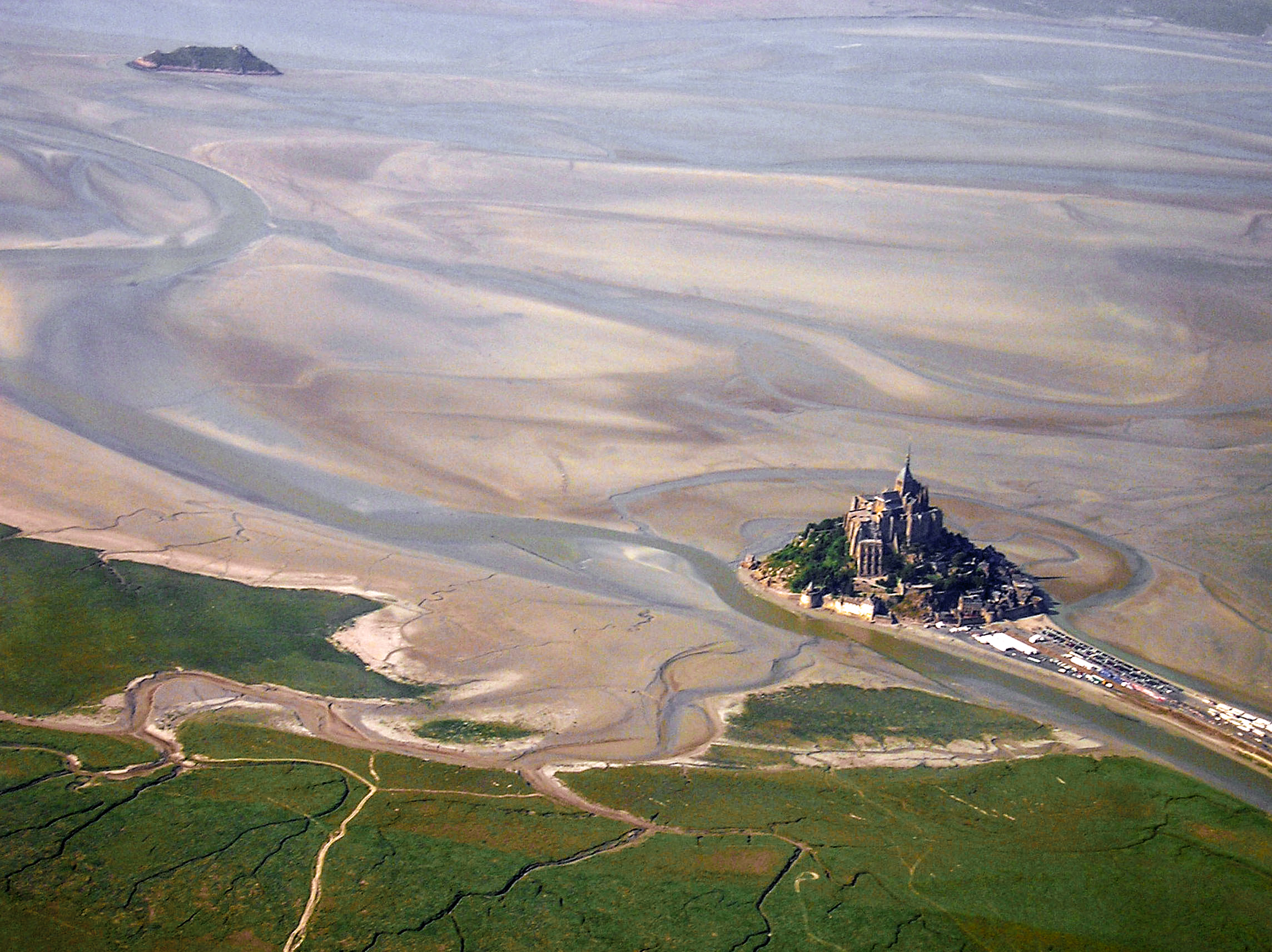
Vue aérienne de la baie qui voit surgir la pyramide de l'Occident et le grand sphinx de Tombelaine, ces deux pointements ayant fécondé l'imagination paréidolique des auteurs romantiques.

Le point culminant de l'îlot est le pic de la Folie qui s'élève à 45 mètres pour une longueur de 250 mètres, une largeur de 150 mètres et une superficie de trois hectares soit 0,03 km2.
Des intrusions tardives de leucogranite à biotite et muscovite sont à l'origine de cet îlot.

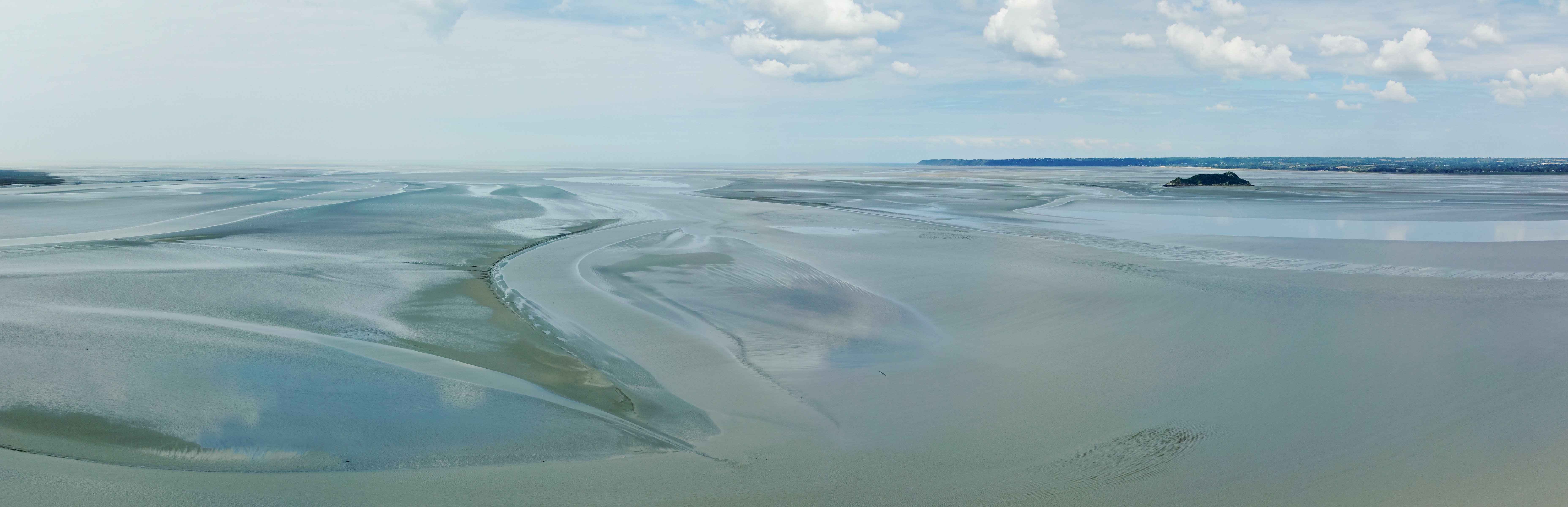
Vue sur la baie découverte par la marée.

## Faune
Tombelaine est la troisième colonie insulaire de reproduction pour les oiseaux marins en Normandie après l'archipel de Chausey et les îles Saint-Marcouf. L'îlot est un site de nidification important pour le Goéland brun, le Goéland marin et le Goéland argenté. Les oiseaux peuvent être observés à la jumelle depuis la grève.
Depuis la création de la réserve, seize espèces y ont niché : l'Aigrette garzette (180 à 200 couples en 2015, première colonie normande), le Héron garde-bœufs (30 à 50 couples en 2015), le Faucon pèlerin (depuis les années 1970), le Canard colvert, le Tadorne de Belon et des passereaux : Merle noir, Troglodyte mignon, Accenteur mouchet, Pigeon ramier, Fauvette à tête noire, Grive musicienne, Linotte mélodieuse, Corneille noire.
Les oiseaux de passage comptent le Grand Cormoran (tentatives de nidification), l'Ibis sacré, le Busard Saint-Martin, le Balbuzard pêcheur, le Milan noir, le Hibou des marais, la Spatule blanche, la Grue cendrée, le Bécasseau violet, la Fauvette pitchou, la Huppe fasciée, le Bruant des neiges (deux hivernages), le Bruant lapon, la Cisticole des joncs, la Mésange noire, le Loriot d'Europe et le Grand Corbeau.
L'accès à l'îlot est interdit du 15 mars au 31 juillet.